# ドイツの喫煙

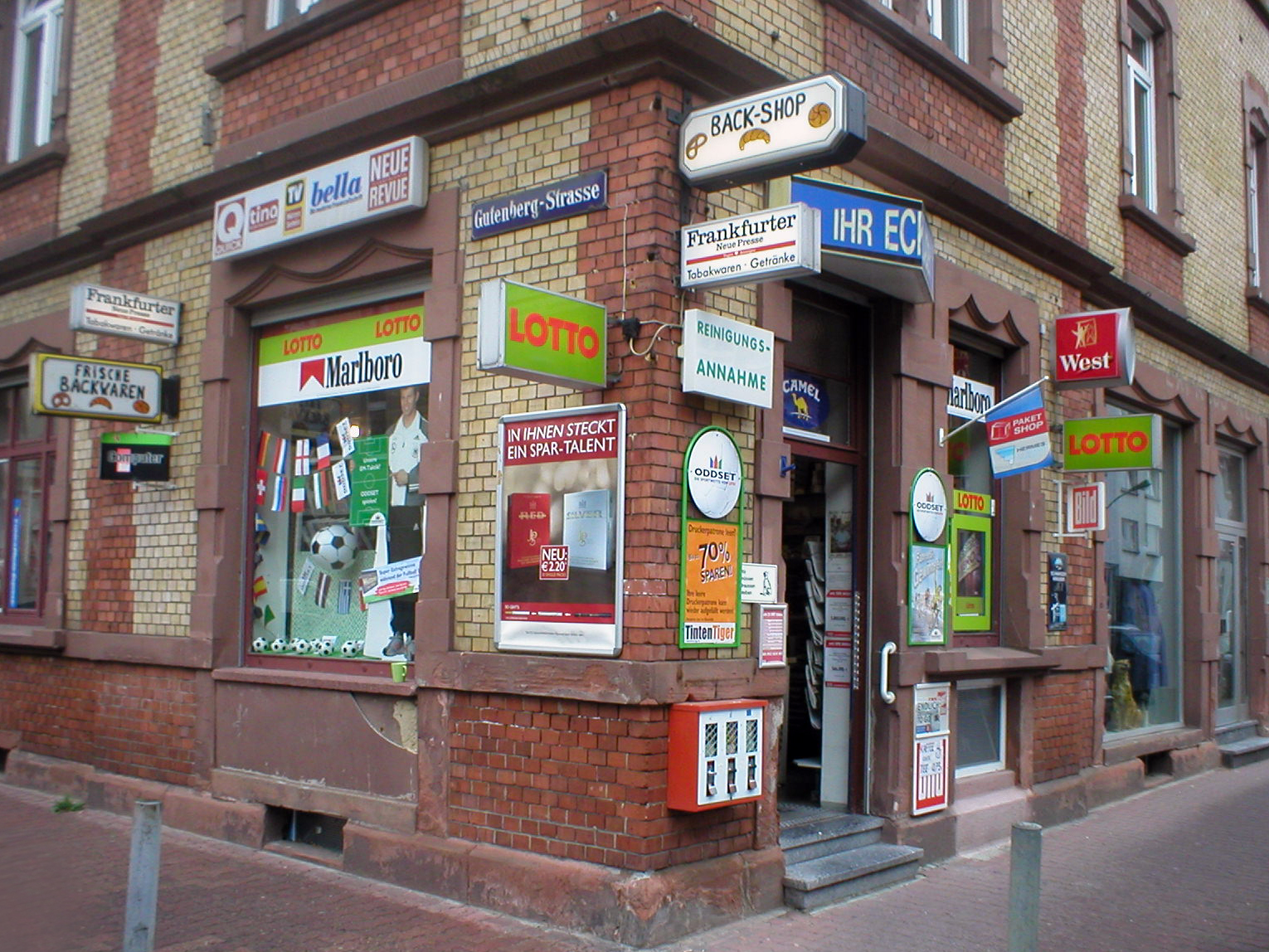
街角の売店に掲げられた数多くのたばこ広告。たばことは無関係のもの（パン、宝くじ、雑誌や新聞、クリーニング受け付け）も混じっている

ドイツにおける喫煙（ドイツにおけるきつえん）では、ドイツにおける喫煙の諸相について記述する。ドイツは、ヨーロッパ諸国の中で最も喫煙率の高い国の1つであり、同国内における喫煙禁止の様々な論争が継続中である。

## 統計

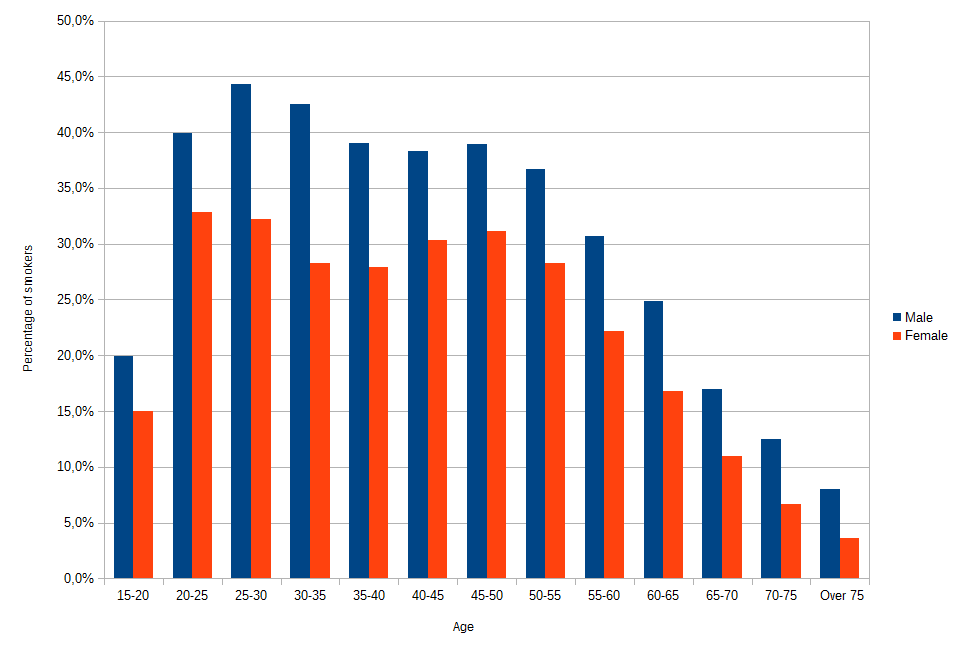
成人における喫煙率

OECD各国の成人喫煙率

## ドイツの州の歴史的展開
ベルリンでは、禁煙法が2007年1月1日に発効した。連邦憲法裁判所はその法律を7月末に裁定し、小規模なバー（コーナーバーと呼ばれることがある）は隔離された喫煙場所を供給できないので、その法律では不利な立場にある、という決定をした。議会はもはや2009年の終わりまでに新法を提出しなければならない。その過渡期にあって、バーでの喫煙は一定の条件の下で許可されている（75平方メートル以内の広さで、ゲストルームが1室だけという条件で）。加えて、そのバーは食事を提供できない（スナックに限られる）、未成年者の入店を許可できない、またそのバーが喫煙者用である旨を掲示して知らせなければならない。実際に、喫煙禁止は通常カフェ、映画館、レストラン（食事が提供される場所）で見られるが、バーでは見られない。クラブとディスコは、表向きには、隔離された喫煙室がなければならないが、当局が午後10時過ぎには働かないので、これらの法律は執行されていない。
2007年8月に、バーデン＝ヴュルテンベルク州とニーダーザクセン州はレストラン、バー、クラブの喫煙を禁止した。2007年10月にヘッセン州もまた同様の規制の法律を通過させた。他のほとんどのドイツの州は2008年1月に追従したが、これらの禁止の多くはまだ換気される隔離室での喫煙を許可している。
いくつかの州では、ノルトライン＝ヴェストファーレン州がその1つであるが、延期され、その禁止の賦課は2008年7月1日まで延長された。しかしながらそれ以後、多くのバーは喫煙「クラブ」を作る試みをし、それによりメンバーは登録し、喫煙が許可される。この戦術が長期に成功するがどうかはまだわかっていない。
バイエルン州は最も厳格な非喫煙者規則を設けようとしたが、「プライベートクラブ」での喫煙を許可する抜け穴があり、また何千ものバーが「プライベートクラブ」へ次々に変わりその法律を無効にした。それにもかかわらず、その新規則に対する不満は長期間の第一党CSUの2008年選挙の残念な結果に転嫁された。これを口実に利用し、バーとレストランでのより多くの喫煙を許可する新規則が提出された。しかしながら、野党とNGOによる住民投票の要求はバイエルン州の住民投票手続きの着手に必要な署名を集めることに成功した。この手続きは3段階で構成する。街中での個人的な署名集め（有効である）、役所での公式の署名集め（2009年11月19日から2009年12月2日まで）、最終的にその住民投票は正当になった。その住民投票は、以前の抜け穴なしで全てのバーとレストランでの喫煙禁止を要求した。  7月4日に、住民投票が開催され61%の過半数39%で通過した。  2010年8月1日から、全ての抜け穴は閉じられ、理論上、全ての屋内での禁煙がなされるべきということになった。以前の法律執行の欠陥はしかしながら禁煙（smoke free）バーとレストランがまだ州で完全な普及をしていない可能性があることを示している。
ザールラント州での2009年の選挙後、緑の党は双方の可能な連立（SPD-左翼党-緑の党かCDU-FDP-緑の党のいずれか）に不可欠になった。緑の党は全てのバーとレストランでの禁煙をどの政党に対しても交渉のための条件に置き、最終的に現在の政権にあるCDU-FDP-緑連立の連立協定は喫煙禁止が全てのバーとレストランに拡大されるべきであると規定した。
自由ハンザ都市ハンブルクで政権にあるCDU-緑連立内の交渉はまだ進行中である。
公共交通機関、病院、飛行場、公共と連邦の建物、国会も含み、それらの場所で喫煙は禁止されている。
2009年2月、デア・シュピーゲルの報告では、バーでの喫煙禁止は当局による管理がとても弱く、多くの場所でその禁止は全く遵法なされていないということである。

## 学校の喫煙防止
ドイツがん支援はヨーロッパで最大の学校を基本とした喫煙防止企画「無煙学級競争」の主要な支援者である。元ドイツ大統領夫人ミルトレート・シェールにより創設されたこの組織の目標は、喫煙を非正規化する学級環境づくりである。その運動のためのドイツ語スローガンは「スマートになろう - スタートやめよう」。
無煙学級競争の着想は最初フィンランドで1989年に確立された。1997年/1998年の学校年度に無煙学級競争は最初ヨーロッパの水準で実施された。世界中的に、アルジェリア、カナダ、イスラエル、ロシア、チュニジア、アラブ首長国連邦がその事業に注目した。
ドイツがん支援マネージング・ディレクターのゲルト・ネッテコーフェンの言うところによると、2009年/2010年の学校年度にその競争は次の国々で実施された。それは、ベルギー、ブルガリア、エストニア、フィンランド、フランス、ドイツ、アイスランド、イタリア、ルクセンブルク、オランダ、ポーランド、ポルトガル、スペイン、スイス、イギリス（ウェールズ）。その統計によるとドイツは最も高い成功をした。